# Oskar Brajter
Oskar Leon Brajter (ur. 30 maja 1929 w Chorzowie, zm. 27 listopada 2004 w Bochum) – polski piłkarz, napastnik.
Był wychowankiem Azotów Chorzów. W sezonie 1949–1950 był zawodnikiem Ruchu, przez następne dwa lata grał w Legii Warszawa. W latach 1952–1955 ponownie występował w barwach Ruchu. W 1953 wywalczył tytuł mistrza Polski. Karierę - przerywaną kontuzjami - kończył w klubach z niższych klas rozgrywkowych.
W reprezentacji debiutował 30 października 1950 w meczu z Bułgarią, ostatni raz zagrał w 1952. Znajdował się w składzie kadry na igrzyska olimpijskie w Helsinkach, razem z kilkoma innymi kolegami pozostał w kraju (jako rezerwowy). Łącznie w biało-czerwonych barwach rozegrał 4 oficjalne spotkania.